# Midtrybulacjonizm
Midtrybulacjonizm (od: mid – „w środku”, tribulation – „ucisk”) – w eschatologii części kościołów protestanckich akceptujących premillenaryzm jest to jeden z poglądów (obok pretrybulacjonizmu i posttrybulacjonizmu), które dotyczą losów Kościoła (ludzi zbawionych) w czasie wielkiego ucisku.
Głosi on, że porwanie Kościoła nastąpi w pewnym momencie trwania wielkiego ucisku. Okres wielkiego ucisku zazwyczaj dzielony jest na  dwa okresy po 3,5 roku każdy. Midtrybulacjoniści wierzą, że święci przejdą przez pierwszy okres na ziemi, ale zostaną porwani do nieba zanim wyleje się największy gniew boży w drugiej połowie ucisku. Midtrybulacjoniści odwołują się do Księgi Daniela 7,25, który mówi, że święci przejdą przez ucisk przez okres "czasu i dwóch czasów i pół czasu", co interpretowane jest jako 3,5 roku. W połowie ucisku Antychryst dokona "ohydy spustoszenia" bezczeszcząc świątynię w Jerozolimie (która ma zostać wybudowana na Wzgórzu Świątynnym).
Wśród midtrybulacjonistów są Harold Ockenga, James Buswell i Norman Harrison. Ten pogląd wyznaje mniejszość preminellarystów.